# Jörgen Haalck
Jörgen Haalck (* 14. August 1924 in Göttingen; † 15. Juli 1976 in Rostock) war ein deutscher Jurist und Professor auf dem Gebiet des Seerechts.

## Leben
Jörgen Haalck wurde in Göttingen als ältester Sohn des Physikers und späteren Potsdamer Professors für Geophysik Hans Haalck (1894–1969) sowie der Lehrerin Nelly Haalck, geb. Habke (1899–1985) geboren, die beide aus Holstein stammten. Seine Eltern lebten vorübergehend in Berlin. Nach 1945 galt sein Vater weiterhin als einer der Exponenten des bürgerlichen Potsdams.  In der DDR war Nelly Haalck zwei Legislaturperioden für die Ost-CDU Mitglied der Volkskammer.
Nach dem Schulbesuch und Notabitur in Potsdam am damaligen Victoria-Gymnasium wurde Jörgen Haalck 1942 zur Luftwaffe eingezogen und kam Ende des Zweiten Weltkriegs mit dem Dienstgrad Fähnrich in amerikanische Gefangenschaft. Sein Abitur legte er nach der Entlassung aus der Kriegsgefangenschaft in Plön/Holstein 1947 nachträglich ab und kehrte aus dem Schulinternat 1948 nach Potsdam zurück. In seinem späteren Lebenslauf von 1972 erwähnte J. Haack, dass er mit seinen Verwandten in der BRD, die aus Westholstein stammen, noch briefliche Kontakte „in beschränktem Umfang“ pflegte. Vor Aufnahme des Studiums der Rechtswissenschaften im Wintersemester 1948/49 an der Humboldt-Universität zu Berlin war Haalck einige Monate Praktikant am damaligen Amts- und Landgericht in Potsdam, um sich über deren Aufgaben zu informieren. Im Jahre 1952 beendete Haalck sein Jura-Studium an der Humboldt-Universität zu Berlin und legte das erste Staatsexamen am (Ost-)Berliner Kammergericht ab. Anschließend studierte er bis 1955 in einem Zusatzstudium Archivwissenschaften am Institut für Archivwissenschaft. Seine Mitgliedschaft in der Ost-CDU von 1949 bis 1952 begründete Haalck mit den gesellschaftlichen (ehrenamtlichen) Aktivitäten seiner Mutter im CDU-Hauptvorstand und als Abgeordnete für diese Blockpartei.
Zunächst arbeitete Haalck ab 1. Januar 1956 als wissenschaftlicher Mitarbeiter und Archivar am Brandenburgischen Landeshauptarchiv in Potsdam. Er nahm 1957 eine Justitiartätigkeit im Schwermaschinenbau in (Ost-)Berlin auf, wo seine Ehefrau – eine Juristin –, mit der er seit 1955 verheiratet war, beruflich wirkte und wohnte. Aus der Ehe gingen drei Kinder hervor.
Im Jahre 1957 promovierte Jörgen Haalck über die Gutachter- und Urteilstätigkeit im Norddeutschen Bund an der Friedrich-Schiller-Universität Jena unter dem Dekanat von Arno Hübner. Die Anregung für das Thema der wissenschaftlichen Arbeit erhielt er von dem Jenaer Rechtshistoriker Gerhard Buchda. Dieser war von 1952 bis 1955 Gastprofessor am Potsdamer Institut für Archivwissenschaft und Haalck hörte bei ihm Vorlesungen. Die mündliche Prüfung zur Doktorarbeit fand am 13. November 1957 statt. Neben dem Rechtshistoriker Buchda begutachtete die Professorin für Deutsche Rechtsgeschichte Gertrud Schubart-Fikentscher von der Universität Halle die Dissertation.
Auf Grund von Umstrukturierungsmaßnahmen in der volkseigenen Industrie wurde Haalck 1958 nach Rostock versetzt und konnte einen Lehrauftrag an der Wirtschaftswissenschaftlichen Fakultät der dortigen Universität wahrnehmen. Oberassistent wurde Haalck an dieser Universität 1959 und 1965 zum Professor mit Lehrauftrag sowie Leiter des Wirtschaftswissenschaftlichen Instituts berufen, nachdem er 1963 in die SED aufgenommen worden war; sein SED-Partei-Aufnahmeantrag von 1958 war bis dahin zurückgestellt worden. Die Habilitationsschrift mit dem Thema Der Rechtsstatus der Territorialgewässer im demokratischen Völkerrecht schrieb er gemeinsam mit Gerhard Reintanz. Gutachter waren der Völkerrechtler Rudolf Arzinger (1922–1970), der Rechtshistoriker Rolf Lieberwirth (1920–2019), der Professor mit Lehrauftrag an der Universität Rostock Osmar Spitzner(1924–1969) und der Rechtsprofessor an der Martin-Luther-Universität Halle-Wittenberg Arthur Wegner (1900–1989); letzterer war 1936 Verfasser einer Geschichte des Völkerrechts.
„Dr. jur. habil.“ Jörgen Haalck lautete von nun an sein höchster akademischer Grad, der 1969 in der DDR durch die Promotion B abgelöst beziehungsweise durch den wissenschaftlichen Grad „Dr. sc. jur.“ ersetzt wurde.
Zusammen mit Gerhard Reintanz von der Universität Halle-Wittenberg besuchte Jörgen Haalck 1966 – zu jener Zeit an der Universität Rostock tätig – die Hamburger Forschungsstelle für Völkerrecht und ausländisches öffentliches Recht und lernte am dortigen Institut den damaligen Assistenten Dieter Schröder kennen. Nach der Wiedervereinigung erinnerte sich Schröder an Haalck öffentlich gern. Haalck und Reintanz nahmen auch in Hamburg im Februar 1966 an einer Tagung des Deutschen Vereins für Internationales Seerecht (DVIS), der deutschen Landesgruppe des CMI teil. Von 1969 bis 1972 wirkte Jörgen Haalck als ordentlicher Professor mit Lehrauftrag für Seerecht an der Rostocker Universität und war ab 1973 Wissenschaftsbereichsleiter „Seerecht“ an der Ingenieurhochschule für Seefahrt Warnemünde/Wustrow. Schließlich übernahm Haalck die Leitung dieser Ingenieurhochschule.
Neben seiner hauptberuflichen Lehrtätigkeit war Jörgen Haalck Präsident der Gesellschaft für Seerecht der DDR. Eine Gedenkschrift für Jörgen Haalck 1924–1976 veröffentlichte diese Gesellschaft zwei Jahre nach seinem Tode. Er wirkte auch mehrmals turnusgemäß als Präsident des Internationalen Seeschiedsgerichts (ISG) in Gdynia, dessen Präsidium er seit 1962 angehörte. Gesellschaftlich (ehrenamtlich) engagierte sich Jörgen Haalck ab 1962 weiter in der Deutsch-Arabischen Gesellschaft in der DDR, in der er Mitglied des Präsidiums und Vorsitzender des Bezirkskomitees Rostock war. In diesen Funktionen konnte er mehrfach an Reisen in arabische Länder teilnehmen. Seine letzte Ruhestätte fand Prof. Dr. sc. jur. Jörgen Haalck auf dem Neuen Friedhof Rostock.

## Schriften (Auswahl)
- Die Gutachter- und Urteilstätigkeit der Rostocker Juristenfakultät in ihrem äußeren Verlauf. Dissertation, Universität Jena, 1957
- Ein Kammergerichtsprozeß aus dem 17. Jahrhundert. Ein Beitrag zur Lage der märkischen Bauern im Verhältnis zu ihrer Grundherrschaft. In: Märkische Heimat, Jahrgang 2, 1957, S. 203–206
- Zur Spruchpraxis der Juristenfakultät Frankfurt an der Oder (Zum 65. Geburtstag von Rudolf Lehmann). In: Heimatkunde und Landesgeschichte, Weimar (1958), S. 151–169
- Die Territorialgewässer der DDR gemeinsam mit Gerhard Reintanz. In: Neue Justiz, 16, 1962, S. 372 ff.
- Der Rechtsstatus der Territorialgewässer im demokratischen Völkerrecht. Habilitationsschrift zusammen mit Gerhard Reintanz, Martin-Luther-Universität Halle-Wittenberg, Halle (Saale), 1963
- Die Hexenverfolgung in der Rostocker Juristenfakultät. Eine Studie zur Universitätsgeschichte. Mitautor: Norbert Trotz, geb. 1940. In: Wissenschaftliche Zeitschrift der Universität Rostock. Ges. u. Sprachwiss. Reihe Jahrgang 13. 1964 H. 2/3, S. 227–237
- Rostocker Hexenprozesse des 16. Jahrhunderts. In: Rostocker Beiträge. Regionalgeschichtliches Jahrbuch der mecklenburgischen Seestädte. Band 1, 1966. Redaktion: Ulrich Bentzien, Anneliese Düsing, Johannes Lachs u. a. Hinstorff Verlag, Rostock 1967.
- Internationales Seerecht – Leitfaden für Seeoffiziere. Autoren: Haalck, Prof. Dr. J./Reintanz, Prof. Dr. G. unter Mitarbeit von Kapitän zur See Dr. F. Elchlepp, Berlin, 1972
- Der völkerrechtliche Grundsatz der Freiheit der Meere und seine Bedeutung für den Kampf um den Frieden. In: Staat und Recht, Nr. 3/1962, S. 494–507
- Zur Immunität der staatlichen Seeschiffe. In: Wissenschaftliche Zeitschrift der Universität Rostock, Gesellschafts- und sprachwissenschaftliche Reihe, Nr. 1–2/1962 S. 143–150
- Die Rechtsstellung der Seeschiffe im internationalen Verkehr. In: Marinewesen, Nr. 8/1966, S. 931–940
- Um die Freiheit des Meeres. In: Jahrbuch der Schiffahrt, Jahrgang 1967, S. 8–12
- Souveränität und Seeverkehr, Mitautor: Ralf Richter. In: Staat und Recht, Nr. 7/1967, S. 1077–1090
- Entwicklung und Aufgabenbereich des Instituts für Seerecht. In: Wissenschaftliche Zeitschrift der Wilhelm-Pieck-Universität Rostock, Bd. 16, Nr. 1–2/1967, S. 31–32
- Geschichte der Juristischen Fakultät der Universität Rostock. In: Wissenschaftliche Zeitschrift der Universität Rostock, Gesellschafts- und sprachwissenschaftliche Reihe 17 (1968), S. 591–620
- Der Meeresboden im Lichte der modernen Seerechtsentwicklung. In Seewirtschaft, Heft 2 aus 1972, S. 138–141
- III. „Pacem-in-Maribus-Konferenz“ auf Malta. In Seewirtschaft, Heft 9 aus 1972, S. 705–706
- V. Internationaler Arbitragekongreß In New Delhi. In: Seewirtschaft, Heft 3 aus 1975, S. 138
- Jahresversammlung der CMI in Brüssel. In: Seewirtschaft, Heft 5 aus 1975, S. 277
- Die wachsende Bedeutung der internationalen Seeschiedsgerichtsbarkeit, zusammen mit Heinz Strohbach. In: Seewirtschaft, Heft 12 aus 1975, S. 723–726 (Teil I), Teil II  in Heft 1 aus 1976, S. 30–31
- Das Seehandelsschifffahrtsgesetz, Mitautoren: Günter Hepper und Max Oesau. In: Neue Justiz, 13/1976, S. 388 ff.
- Zur Arbeit der Fischereiorganisationen im atlantischen Raum, zusammen mit Heidemarie Richter. In: Seewirtschaft, Heft 3 aus 1976, S. 178–180